# Pseudeustrotia pusilla
Pseudeustrotia pusilla là một loài bướm đêm trong họ Noctuidae.